# Artur Becker
Artur Becker (Remscheid, 12 de maig del 1905 - ?, abril-maig del 1938) fou un jove funcionari comunista alemany que formà part del contingent de voluntaris alemanys del Batalló Thälmann de les Brigades Internacionals durant la Guerra Civil espanyola, com a comissari polític.
Becker arribà a Espanya l'estiu del 1937 per a participar en una commemoració de la Festa del Treball, però s'adonà de la baixa moral dels voluntaris alemanys després de la desfeta de Terol i decidí demanar l'ingrés a la unitat en qualitat de comissari polític.
Malgrat l'existència de versions diferents relatives a la seva mort, sembla que aquesta tingué lloc quan Becker defensava amb una metralladora la retirada dels seus companys. Algunes fonts asseguren que fou capturat, torturat i mort per membres de la Gestapo, mentre d'altres afirmen que la mort es produí per les ferides en el camp de batalla. La seva mort el convertí en un mite pels comunistes alemanys i el seu exemple esdevingué model de comportament a l'Alemanya de l'Est.